# De ronde ruïnes

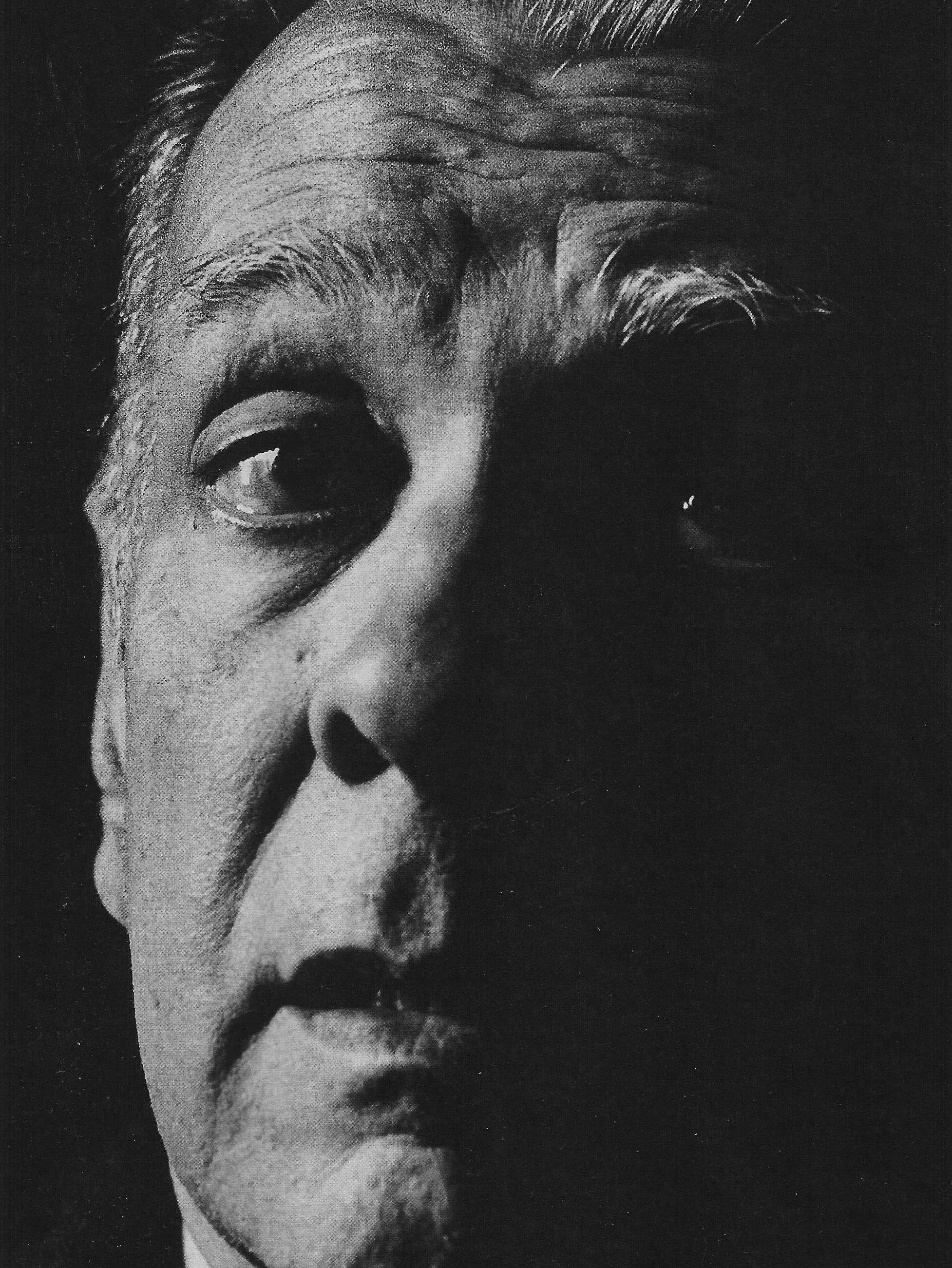
Jorge Luis Borges

De ronde ruïnes (Spaans: Las Ruinas Circulares) is een verhaal van de Spaanstalige Argentijnse schrijver Jorge Luis Borges. Het verhaal verscheen in december 1940 in het literaire tijdschrift Sur. In 1941 werd het door Borges opgenomen in de bundel De tuin met zich splitsende paden, die vanaf 1944 deel uit zou maken van zijn verhalenbundel Fantastische verhalen (Ficciones). De Nederlandse vertaling uit 1988 is van Barber van de Pol.

## Opschrift
Het opschrift van het verhaal is ontleend aan hoofdstuk 4 van Through the Looking-Glass van Lewis Carroll: "And if he left off dreaming about you...". Het refereert aan de passage waarin Tweedledee Alice de slapende rode koning aanwijst en beweert dat ze enkel een personage in zijn droom is.

## Inhoud
Een ervaren tovenaar trekt zich terug uit de bewoonde wereld, ergens "stroomopwaarts, op de ruige bergflank, waar de Zendische taal niet is aangetast door het Grieks en waar lepra weinig voorkomt". Hij trekt zich terug bij een ronde ruïne, "een door oude branden verzwolgen, door het moeraswoud ontwijde tempel". Deze locatie moet magische krachten hebben: vroeger heerste er het vuur dat leven in dode materie kon blazen.
Kort na aankomst legt de tovenaar zich te slapen. Hij heeft een plan, een bovennatuurlijk plan: hij wil proberen een mens te dromen en deze aan de werkelijkheid op te leggen. De periodes dat hij slaapt worden dag na dag langer en uiteindelijk is hij nauwelijks nog wakker. Hij droomt een reeks van personages die bij hem in de leer komen, maar niemand blijkt geschikt voor zijn onderneming. "Ze konden uiteindelijk niet opklimmen tot individuen". Na verloop van tijd worden zijn dromen onsamenhangender en krijgt hij steeds meer moeite met slapen. Hij blijft steeds langer wakker en kiest uiteindelijk een andere aanpak: "De zeldzame keren dat hij sliep sloeg hij geen acht op de inhoud. Om zijn taak te hervatten wachtte hij tot de schijf van de maan volmaakt was. Daarna reinigde hij zich in het water van de rivier, aanbad de planetaire goden, uitte de geoorloofde lettergrepen van een machtige god en viel in slaap. Vrijwel onmiddellijk droomde hij een kloppend hart".
Uiteindelijk droomt de tovenaar orgaan voor orgaan, trek voor trek, een heel mens. Na een jaar is hij bij de oogleden en het haar en is zijn creatie af. Vervolgens roept hij de god van het vuur aan om zijn creatie tot leven te wekken. Het vuur gaat akkoord, maar beveelt dat de 'nieuwe zoon' zich naar de gewone menselijke wereld begeeft en dat alleen het vuur en de tovenaar in staat zullen zijn hem van echte mensen te onderscheiden. De gecreëerde persoon wordt naar een verre, verbrokkelde tempel gestuurd en de tovenaar droomt dat hij beroemd is geworden omdat hij door vuur kan lopen zonder verbrand te raken. Hij begint zich echter ook zorgen te maken, zoals een vader dat doet over een zoon. Zo vreest hij dat zijn zoon gaat nadenken over zijn abnormale privilege en op de een of andere manier zijn conditie als schijnfiguur zal ontdekken.
Het verhaal eindig als volgt:
"Het einde van zijn gepieker kwam onverwachts, maar werd hem aangekondigd via tekens. <...>. Wat eeuwen geleden was gebeurd herhaalde zich. De ruïnes van het heiligdom van de vuurgod werden vernietigd door het vuur. In een vogelloze dageraad zag de magiër hoe de concentrische brand zich sloot om de muren. Even dacht hij erover in het water te vluchten, maar toen begreep hij dat de dood zijn ouderdom kwam kronen en hem uit zijn zwoegen kwam verlossen. Hij liep tegen de vuurflarden in. Die beten zijn vlees niet, maar streelden hem en overspoelden hem zonder hitte of verbranding. Opgelucht, vernederd en ontzet begreep hij dat ook hij een verschijning was, dat een ander hem droomde".

## Duiding
De ronde ruïnes is een verhaal waarin een aantal typische thema's uit Borges' werk herkenbaar zijn, zoals idealisme (het creëren van de ideale mens) en onsterfelijkheid. Het belangrijkste thema is echter de manifestatie van gedachten als objecten in de fysieke, waarneembare wereld, een thema dat ook door hem gebruikt wordt in het verhaal Tlön, Uqbar, Orbis Tertius. In dit verhaal gaat Borges zelfs een stap verder, tot bij de manifestatie van gedachten als werkelijke mensen.
Een andere symboliek kan worden gezocht in het onvermogen van schrijvers om iets te creëren wat geen voorgangers of voorbeelden kent, een thema dat Borges ook al exploreert in zijn verhaal Pierre Menard, schrijver van de Quichot.